# Becky Sullivan
Rebecca Sullivan (* vor 1986) ist eine US-amerikanische Tontechnikerin im Bereich Dialogschnitt.
Aufgewachsen im San Fernando Valley ist sie seit 1986 im US-Filmgeschäft tätig. Ihr Schaffen umfasst mehr als 130 Produktionen. 
Für den Film Auf der Flucht (The Fugitive) wurde sie 1994 mit dem British Academy Film Award in der Kategorie Bester Ton ausgezeichnet, zusammen mit John Leveque, Bruce Stambler, Scott D. Smith, Donald O. Mitchell, Michael Herbick und Frank A. Montaño. Für den Film Unbroken wurde sie 2015 zusammen mit Andrew DeCristofaro für den Oscar nominiert.

## Filmografie (Auswahl)
- 1987: RoboCop
- 1988: Sie leben (John Carpenter’s They Live)
- 1992: Alarmstufe: Rot (Under Siege)
- 1995: Batman Forever
- 1997: L.A. Confidential
- 1999: Doppelmord (Double Jeopardy)
- 2000: Scary Movie
- 2001: The Fast and the Furious
- 2002: XXx – Triple X
- 2004: Collateral
- 2005: Stealth – Unter dem Radar (Stealth)
- 2012: Marvel’s The Avengers
- 2013: Pacific Rim
- 2014: Unbroken
- 2015: Fifty Shades of Grey